# The New York Times Company
The New York Times Company è una casa editrice statunitense di periodici nota soprattutto per il quotidiano The New York Times. La società possiede anche l'International Herald Tribune, il Press Democrat, 15 altri giornali e più di 50 siti web. L'azienda è inoltre azionista di minoranza dei Boston Red Sox.
La sede è stata progettata dall'architetto italiano Renzo Piano.

## Storia
Nel 1896 la società è stata rilevata da Adolph S. Ochs (1858–1935). Da allora è rimasta proprietà della famiglia e dei suoi discendenti. Dal 1967 è quotata in borsa, attualmente sulla New York Stock Exchange.
Nel 2013, New York Times Company ha venduto il Boston Globe e altre proprietà mediatiche del New England a John W. Henry, il principale proprietario dei Boston Red Sox. Secondo la società, l'iniziativa è stata voluta per concentrarsi maggiormente sui propri marchi principali. 
Nel marzo 2020, New York Times Company ha acquisito l'app audio in abbonamento, Audm. Quattro mesi più tardi, nel luglio 2020, l'azienda ha acquisito la società di produzione di podcast Serial Productions. Lo stesso mese, il direttore operativo Meredith Kopit Levien è stata nominata amministratore delegato (ad) dell'azienda la società ha nominato il direttore operativo Kopit Levien alla posizione di ad sostituendo Mark Thompson alla guida della società dal 2011.